# Manuel Delgado Barreto
Manuel Delgado Barreto (San Cristóbal de La Laguna, 27 de septiembre de 1879-Rivas-Vaciamadrid, 4-5 de noviembre de 1936) fue un periodista y político español de inclinaciones monárquicas y filofascistas. Ejerció como director de los diarios La Acción y La Nación, este último órgano oficioso de la dictadura de Primo de Rivera. A lo largo de su carrera periodística empleó los pseudónimos de «El Duque de G», «Taf» y «D. Feliz del Mamporro».

## Biografía

### Inicio de su carrera
Nació el 27 de septiembre de 1879 en la localidad canaria de San Cristóbal de La Laguna. Desde muy joven se consagró al periodismo fundando un Ateneo literario y dirigiendo la revista Gente Nueva y el periódico La Opinión. 
En 1901 se instaló en Madrid, ocupando el cargo de redactor jefe de El Globo, pasando posteriormente a La Correspondencia de España, donde utilizó el seudónimo de «Taf». Dirigió varios periódicos, entre los que cabe citar Las Provincias de Madrid. Su fama en el campo del humorismo se debió a haber fundado y dirigido publicaciones satírico-políticas como El Mentidero o Gracia y Justicia. En paralelo con su actividad periodística, entró en la política. Obtuvo escaño de diputado por Santa Cruz de Tenerife en las elecciones de marzo de 1914 y en las de junio de 1919, en las filas del maurismo.
Entre 1916 y 1924 dirigió el diario vespertino La Acción, adscrito al maurismo. Desde las páginas de La Acción sostendría, a comienzos de 1923, una fuerte polémica con el empresario mallorquín Juan March; Delgado Barreto llegó a publicar el «historial» de March —donde se hizo hincapié en actividad contrabandista—, lo que le llevaría a enfrentarse a varias querellas judiciales.
Tras la Marcha sobre Roma de 1922 organizada por Benito Mussolini, Delgado Barreto y su grupo afín de mauristas publicaron en La Acción loas al fascismo, y empezaron a tratar de promover el desarrollo de un movimiento similar en España; así, a finales de 1922, en aparente connivencia con la Unión Ciudadana, el Somatén y elementos mauristas, encabezó llamamientos desde su periódico para impulsar la creación de una organización paramilitar, la «Legión Nacional», intentando movilizar a excombatientes de Marruecos, que deberían imitar el ejemplo de los militantes de los Fasci italiani di combattimento. Este conato fascista no tuvo sin embargo recorrido.
En 1925, tras instauración de la dictadura de Primo de Rivera, fue nombrado director del diario La Nación; esta publicación se convertiría en el órgano de la dictadura e instrumento propagador de los principios de la Unión Patriótica. Inició una íntima amistad con José Antonio Primo  de Rivera, hijo del dictador. Delgado Barreto también fue miembro entre 1927 y 1930 de la Asamblea Nacional Consultiva.

### Segunda República
Fue director de Gracia y Justicia, un semanario satírico de humor político de marcado carácter antirrepublicano editado por la Editorial Católica, cuyo primer número apareció el 5 de septiembre de 1931, y que, a partir de 1935, convertiría en obsesión su asociación entre judíos, masones y marxistas. Simultanearía la dirección de esta publicación con la de otro semanario de corte satírico y antirrepublicano, Bromas y Veras, publicado entre el 20 de octubre de 1932 y el 2 de marzo de 1933 en que se anuncia voluntariamente su desaparición, habiéndose radicalizado en sus últimos números hasta propugnar «un fascismo a la española».
En marzo de 1933, en respuesta al ascenso de Adolf Hitler en Alemania, decidió canalizar la excitación provocada por estos acontecimientos, y fundó el efímero semanario El Fascio —aparecido el día 16 y recogido por orden gubernamental— donde colaboraron José Antonio Primo de Rivera, Rafael Sánchez Mazas, Ernesto Giménez Caballero y Juan Aparicio López. Durante la II República se convirtió en el principal portavoz de las doctrinas del Bloque Nacional. Atacó duramente la política de la CEDA y especialmente a José María Gil-Robles, a quien no consideraba adecuado para capitanear la reacción derechista.
Delgado Barreto, que actuó como difundidor de la coalición electoral del Bloque Nacional de Calvo Sotelo, en la campaña electoral de febrero de 1936 mostró su absoluta disconformidad con el modo en que estaban llevando las negociaciones, y aunque hizo llamamientos a que se votase íntegra la candidatura contrarrevolucionaria, advirtió de que la desunión traería pareja la derrota en las urnas. Tras esta ‘profecía’ se dedicó a cargar las culpas contra Gil-Robles y a hacer llamamientos a la necesidad de una reacción derechista, en unas alusiones que dejaban ver un deseo de sublevación por la fuerza.
Tras la victoria electoral del Frente Popular, en febrero de 1936, continuó como director de La Nación hasta el cierre del diario después de que fuera incendiado en marzo. También dejó de publicar Gracia y Justicia, aunque días antes del estallido de la Guerra Civil volvería a sacar a la calle un renacido El Mentidero, cuyo segundo y último ejemplar vio la luz el mismo día de la rebelión militar contra la República, el 17 de julio.

### Guerra Civil
Poco después de iniciarse la sublevación fue detenido en su domicilio de Carabanchel el 20 de julio de 1936 y llevado a la cárcel Modelo de Madrid, donde permaneció en custodia los siguientes meses. Habría sido sacado la noche del 4 al 5 de noviembre de la prisión y fusilado en Rivas-Vaciamadrid.